# Uninvited
«Uninvited» es una canción compuesta y hecha por Alanis Morissette, y coproducida junto con Rob Cavallo. Fue incluida en la banda sonora de la película City of Angels. Fue la primera grabación de Morissette después de Jagged Little Pill.

## Historia
Aunque nunca fue oficialmente lanzado en formato CD sencillo, la canción se convirtió en un éxito. "Uninvited", fue el cuarto número de Morissette en el Billboard Top 40 Mainstream Chart y alcanzó los cinco primeros puestos en el Adult Top 40. Su éxito se debió principalmente a los fanes que ansiosamente esperado citación un nuevo álbum de Morissette, que finalmente fue lanzado en noviembre de 1998. "Uninvited" no fue incluida en ese álbum, Supposed Former Infatuation Junkie, pero una versión de demostración se incluyó en Australia y el Reino Unido en el CD sencillo de "Thank U". En su álbum de grandes éxitos The Collection (2005) fue el primero en que incluyó la canción en su formato original de estudio, ya que anteriormente se había realizado una versión acústica de la canción en su álbum en vivo Alanis Unplugged.
La canción fue nominada para 3 Premios Grammy en 1999: "Mejor interpretación vocal pop femenina", "Mejor canción de rock" y "Mejor canción escrita para una película", en donde ganó en las primeras dos categorías.
También nominada a un Golden Globe como Mejor Canción de una Película y ganadora de un ASCAP Film and Televisión Music Award por la misma categoría.
La canción fue versionada por varios artistas de música dance entre ellos se encuentran Deja Vu, el dúo belga DHT y la más destacada realizada por Freemasons.

## Posicionamiento
| Lista (1998)                             | Mejor posición |
| ---------------------------------------- | -------------- |
| Canadá (RPM Adult Contemporary)          | 23             |
| Canadá (RPM Alternative 30)              | 3              |
| Canadá (RPM Top Singles)                 | 8              |
| Estados Unidos (Hot 100 Airplay)         | 4              |
| Estados Unidos (Top 40 Mainstream)       | 1              |
| Estados Unidos (Adult Top 40)            | 3              |
| Estados Unidos (Modern Rock Tracks)      | 26             |
| Estados Unidos (Top 40 Adult Recurrents) | 2              |
| Dinamarca (Tracklisten)                  | 24             |

## Versión de Freemasons
En octubre de 2007, el dúo británico Freemasons lanzó una versión dance de la canción. Inicialmente editada como bootleg con las voces de Morissette, posteriormente fue lanzada su versión oficial revocalizada por Bailey Tzuke con arreglos de instrumentos de viento adicionales realizados por la Orquesta Filarmónica de Londres.
Esta versión fue un éxito en el Reino Unido y en la escena dance europea alcanzando el puesto #8 en tierras británicas, siendo el mejor desempeño de Freemasons en el UK Singles Chart. También alcanzó su mayor impacto en los Países Bajos, donde obtuvo el número 4 en el Top 40 holandés.

### Lista de canciones
| Reino Unido — Maxisencillo |                                     |          |  |
| N.º                        | Título                              | Duración |  |
| 1.                         | «Uninvited» (Club Mix)              | 7:54     |  |
| 2.                         | «Uninvited» (Dub Mix)               | 7:47     |  |
| 3.                         | «Uninvited» (Bailey & Rossko Remix) | 7:31     |  |
| 4.                         | «Uninvited» (WAWA Remix)            | 7:03     |  |
| 5.                         | «Uninvited» (Radio Edit) (Remix)    | 3:08     |  |

| Australia — Maxisencillo |                                                          |          |  |
| N.º                      | Título                                                   | Duración |  |
| 1.                       | «Uninvited» (Radio Edit)                                 | 3:02     |  |
| 2.                       | «Uninvited» (Club Mix)                                   | 7:53     |  |
| 3.                       | «Uninvited» (Whelan & Di Scala Remix) [AV Cheeky Re-rub) | 7:49     |  |
| 4.                       | «Uninvited» (mrTimothy Remix)                            | 5:49     |  |
| 5.                       | «Uninvited» (Bailey & Rossko Remix)                      | 7:33     |  |

### Listas
| Lista (2007)                    | Peak position |
| ------------------------------- | ------------- |
| Bélgica (Flandes) (Ultratop 50) | 2             |
| Bélgica (Valonia) (Ultratop 50) | 11            |
| Francia (SNEP)                  | 11            |
| Irlanda (IRMA)                  | 50            |
| Países Bajos (Dutch Top 40)     | 4             |
| Reino Unido (UK Singles Chart)  | 8             |